# Coldfoot
Coldfoot è un census-designated place (CDP) degli Stati Uniti d'America nella Census Area di Yukon-Koyukuk nello stato dell'Alaska. Secondo il censimento condotto nel 2010 la popolazione era di 10 abitanti.
Coldfoot funge principalmente da area di servizio lungo la Dalton Highway sul tratto compreso da Fairbanks a Prudhoe Bay. Il villaggio è composto da un ristorante, una stazione di servizio e da alcuni alloggi. Di norma a Coldfoot pernottano i viaggiatori diretti verso Deadhorse. Originariamente Coldfoot non era altro che una piazzola di sosta lungo la Dalton Highway, fino a quando Dick Mackey non iniziò a vendere Hamburger ai camionisti in transito, utilizzando come cucina un vecchio scuola bus opportunamente modificato. Successivamente, grazie all'aiuto ricevuto dai camionisti, Mackey riuscì a costruire una caffetteria e una piccola stazione di servizio.
In origine la località, prima di essere abbandonata nel corso degli anni venti, era un giacimento minerario noto con il nome di Slate Creek. A partire dai primi del Novecento, divenne noto anche con il nome di Coldfoot. Fino al 1912 a Coldfoot esisteva anche un ufficio postale, che fu riaperto solo nel 1984. Nei pressi di Coldfoot esiste anche una pista di atterraggio sterrata, nota come Coldfoot Airport.